# Bicryptella yanegai
Bicryptella yanegai là một loài tò vò trong họ Ichneumonidae.